# Боржеш, Нуну (футболист)
Нуну Мигел Оливейра Боржеш (порт. Nuno Miguel Oliveira Borges) или просто Нуну Боргеш (порт. Nuno Borges; родился 31 марта 1988 года, Агуалва-Касен, Португалия) — португальский и кабо-вердинский футболист, полузащитник сборной Кабо-Верде.

## Клубная карьера
Родился в Агуалва-Касен. Футболом начал заниматься в 1998 году в «Атлетику Касен», откуда в 2005 году перебрался в молодёжную команду «Фаренсе», однако проявить себя в команде не смог. С 2006 по 2015 год выступал за скромные португальские клубы «Салгадуш», «Неграиш» и «Игрея-Нова».
В начале июля 2015 года подписал контракт с «Сакавененси». На профессиональном уровне дебютировал 23 августа 2015 года в домашнем матче 1-го тура группы G чемпионата Португалии (в то время третий дивизион) против «Реала», который завершился вничью (2:2). Нуно вышел на поле на 59-й минуте, заменив Даниэля Грегга. Свой первый гол в профессиональном футболе забил 21 февраля 2016 года на 65-й минуте ничейного (2:2) поединка группы G чемпионата Португалии (плей-офф на выбывание) против «Синтренсе». Борхес вышел на поле в стартовом составе и отыграл весь матч. В команде отыграл два с половиной сезона, за это время в третьем дивизионе провел 72 матча (12 голов).
29 января 2018 года вернулся в «Фаренсе». В футболке новой команды дебютировал 11 февраля 2018 в победном (4:1) домашнем поединке 20-го тура чемпионата Португалии против «Эштрела» (Вендаш-Новаш). Нуну вышел на поле в стартовом составе и отыграл весь матч. Первым голом за «Фаренсе» отличился 6 мая 2018 на 86-й минуте победного (3:2) выездного поединка 2-го тура чемпионата Португалии против «Фелгейраша». Боргес вышел на поле в стартовом составе и отыграл весь матч. За полтора сезона в чемпионатах Португалии сыграл 40 матчей и отличился 3-мя голами.
В начале июля 2019 года перебрался в «Насьонал». В футболке фуншальского клуба 10 августа 2019 в победном (3:0) домашнем поединке 1-го тура Сегунды против «Шавеша». Нуну вышел на поле на 84-й минуте, заменив Рубена Микаэля. В высшем дивизионе Португалии дебютировал 19 сентября 2020 года в ничейном (3:3) домашнем поединке 1-го тура против «Боавишты». Нуну вышел на поле в стартовом составе и отыграл весь матч. Единственным голом за «Насьонал» отличился 17 октября 2020 на 86-й минуте проигранного (1:2) выездного поединка 4-го тура Примейры против «Браги». Боргес вышел на поле в стартовом составе и отыграл весь матч. За два сезона, проведенных в клубе, сыграл 40 матчей, где забил гол в чемпионатах Португалии и 3 матча в кубке Португалии.
В начале июля 2021 стал игроком «Каза Пия». В составе нового клуба дебютировал 21 августа 2021 в проигранном (0:1) выездном поединке 3-го тура Сегунды против «Пенафиела». Борхес вышел на поле на 76-й минуте, заменив Зака Муската.

## Карьера в сборной
В футболке сборной Кабо-Верде дебютировал 3 июня 2018 в ничейном (0:0 и 4:2 в серии пенальти) поединке против Андорры. На кубке африканских наций сыграл два матча: против Эфиопии и Сенегала.